# سباستین پاتزلر
سباستین پاتزلر (انگلیسی: Sebastian Patzler؛ زادهٔ ۲۴ اکتبر ۱۹۹۰) بازیکن فوتبال اهل آلمان است.
از باشگاه‌هایی که در آن بازی کرده‌است می‌توان به باشگاه فوتبال یونیون برلین و باشگاه ورزشی وردر برمن اشاره کرد.